# Фотилово
Фотилово (грч. Φωτολίβος, Фотоливос) је насељено место у општини Просечен у периферији Источна Македонија и Тракија, Грчка. Према попису из 2021. године било је 1.260 становника.
Према бугарском географу и историчару, Василу Канчову, у Фотилову је 1900. године живело 120 Рома и 60 Словена хришћана. Током Балканских ратова село је настрадало и становништво је избегло, али је обновљено 1920. када је имало 133 житеља. Године 1923—1924. насељено је више од 400 грчких избегличких породица, укупно 1.563 особа. На попису из 1928. године Фотилово је имало 1.805 становника.